# Christel Buschmann
Christel Buschmann (* 19. März 1942 in Wismar) ist eine deutsche Regisseurin, Autorin, Journalistin, Filmproduzentin und Übersetzerin. 

## Leben
Christel Buschmann studierte Germanistik, Romanistik und Philosophie in Hamburg und München. Sie war Wissenschaftliche Assistentin in der „Arbeitsstelle für Deutsche Exilliteratur“ der Universität Hamburg (Prof. Hans Wolffheim), ab 1964 Journalistin und Literaturkritikerin (Die Zeit, konkret, TEMPO, TITANIC u. a.), forschte über „Sprache und Sprachbildung in der Dichtung Arno Schmidts“, übersetzte aus dem Englischen, drehte Reportagen für SPIEGEL-TV und war Redaktionsmitglied für „Bestandsaufnahme: Utopie Film“ (Hrsg. Alexander Kluge). Sie arbeitet seit 1975 als Gastdozentin für Dramaturgie an Filmhochschulen und seit 1976 als Autorin, Produzentin und Regisseurin von Spielfilmen. Sie wohnte in Hamburg (1961–1975), München (1976 bis 1993) und Berlin (1993 bis 2007) und lebt seit 2007 wieder in München. Sie ist mit dem Regisseur Reinhard Hauff verheiratet und ist Mutter eines Sohnes.

## Filmografie (Auswahl)

### Spielfilme
- 1977: Der Hauptdarsteller (Drehbuch)
- 1979: Die Patriotin (Drehbuch)
- 1980: Gibbi Westgermany
- 1982: Comeback
- 1986: Auf immer und ewig
- 1987: Felix – Episode 4: Are You Lonesome Tonight?
- 1988: Let´s kiss and say good-bye
- 1990: La Dolce Daisy - Die Blume des Bösen
- 1995: Dandy Of The Dark
- 2003: Born In Saigon
- 2008: Play Romeo
- 2014: Performance 4.48

### Dokumentarfilme
- 1991: Maschaisk- ein Frauenstraflager in der Sowjetunion
- 1991: Wunderheiler - Irrationalismus und Religiosität in der Sowjetunion
- 1991: Der Putsch - 60 Stunden Moskau, August 1991.
- 1991: Bericht aus einem russischen Straflager für Minderjährige
- 1992: Wolfgang Joop - Porträt eines Modedesigners
- 1992: Künstler für den Frieden
- 1993: Der Fall Nguyen - Analyse eines Verdachts
- 1993: Kindesmissbrauch
- 1994: Kongress Kindesmissbrauch
- 1994: Kindesmisshandlung - Der Missbrauch mit dem Missbrauch
- 1994: Kindesmissbrauch - Die Rückkehr der verlorenen Kinder
- 1997: Talking Heads and a Driving Car - Deutsche Regisseure in Hollywood

### Musikvideos
- 1983: Extrabreit - Learning Deutsch

## Auszeichnungen und Nominierungen
- 1980: Nominierung für den Hauptpreis Gold Hugo beim Chicago International Film Festival für Gibbi Westgermany

## Lehrtätigkeit
Ab 1975 Gastdozentin an der Deutschen Film- und Fernsehakademie Berlin, der Hochschule für Fernsehen und Film München, der Filmschule Bozen und der Gesamthochschule Kassel.
Fachgebiete
- Analytische und Angewandte Dramaturgie
- Stoffentwicklung
- Drehbuchentwicklung
- Projektentwicklung
- Schnitt

Dramaturgische Beratung (Auswahl)
- 2001: Berlin Is In Germany
- 2003: Erste Ehe

## Übersetzung aus dem Englischen
- Guyford Stever, James J. Haggerty: Der Flug. Wunder der Wissenschaft.  (mit Roland Boese), Time-Life International, 1970.
- Charlotte Wolff: On the Way to Myself. Communications to a Friend. Methuen, London 1969, ISBN 0-416-12450-X. (Deutscher Titel: Innenwelt und Außenwelt - Autobiografie eines Bewusstseins. Rogner & Bernhard, München 1971, ISBN 3-920802-80-2)
- Jack Gratus (nach einem Bühnenstück von Trevor Preston): The night hair child. Sphere, ISBN 0-7221-4008-8. (Deutscher Titel: Der Satansbraten. Fischer Taschenbuch Verlag, Frankfurt am Main 1972, ISBN 3-436-01615-2)
- Charlotte Wolff: Love Between Women. Duckworth, London 1971, ISBN 0-7156-0579-8. (Deutscher Titel: Psychologie der Lesbischen Liebe. Eine empirische Studie der weiblichen Homosexualität. Rowohlt, Reinbek 1973, ISBN 3-499-68040-8)

## Mitgliedschaften/Jurys
- 1982–1998: Arbeitsgemeinschaft Neuer Deutscher Spielfilmproduzenten (ROCCO-FILM Christel Buschmann)
- 1991–1995: Achterkommission Film-Fernsehabkommen
- 1995–2001: Auswahljury Wettbewerb Berlinale
- 2001–2002: Delegierte für den Deutschen Film bei den Filmfestspielen Venedig
- 2005–2006: Delegierte für den Deutschen Film beim Montreal New Filmfest
- Seit 2003: Mitglied der Deutschen Filmakademie